# Ungerns U20-damlandslag i handboll
Ungerns U20-damlandslag i handboll representerar Ungerns damer i handboll vid U19-EM och U20-VM.